# Hartthijs de Vries
Hartthijs de Vries, né le 11 juillet 1996 à Kollum, est un coureur cycliste néerlandais.

## Biographie
En 2018, il devait rejoindre l'équipe Roompot-Nederlandse Loterij, mais des problèmes cardiaques l'obligent à mettre sa carrière entre parenthèses. Cependant, en juin, il devient champion des Pays-Bas du contre-la-montre espoirs et obtient un contrat de stagiaire en août chez Lotto NL-Jumbo.

## Palmarès
- 2014
  - 2ea étape d'Aubel-Thimister-La Gleize (contre-la-montre par équipes)
- 2016
  - 3e de l'Olympia's Tour
- 2017
  - 3e du championnat des Pays-Bas sur route espoirs
- 2018
  -  Champion des Pays-Bas du contre-la-montre espoirs
  - 3e du Ronde van Zuid-Holland
- 2022
  - 2e du Midden-Brabant Poort Omloop
- 2023
  - Kreiz Breizh Elites
- 2024
  - 4e étape du Tour d'Antalya
  - 3e d'À travers le Hageland

## Classements mondiaux
| Année                                 | 2015 | 2016  | 2017 | 2018  | 2019  | 2020 | 2021  | 2022 | 2023 | 2024 |
| ------------------------------------- | ---- | ----- | ---- | ----- | ----- | ---- | ----- | ---- | ---- | ---- |
| Classement mondial                    |      | 1540e | 991e | 1698e | 2632e | nc   | 1075e | 525e | 459e | 399e |
| UCI Europe Tour                       | 874e | 1036e | 629e | 1107e | 1651e | nc   | 797e  | 415e | nc   | nc   |
|                                       |      |       |      |       |       |      |       |      |      |      |
| Légende : nc = non classéSource : UCI |      |       |      |       |       |      |       |      |      |      |